# Simme
Simme är ett vattendrag i Schweiz. Det ligger i den centrala delen av landet, 30 km söder om huvudstaden Bern.
I omgivningarna runt Simme växer i huvudsak blandskog. Runt Simme är det ganska tätbefolkat, med 78 invånare per kvadratkilometer.